# Panmo-arrest
Het Panmo-arrest (HR 8 juni 2001, NJ 2001/454) is een arrest van de Nederlandse Hoge Raad dat betrekking heeft op de privé-aansprakelijkheid van bestuurders bij een kapitaalvennootschap.

## Casus
Panmo Productie BV dreef een groothandel in confectiekleding. Op 8 april 1992 wordt Panmo failliet verklaard.

## Procesgang
De curator in het faillissement vordert van Hamelinck, voormalig bestuurder en 20% eigenaar van Panmo, betaling van f 146.310. Hij stelt Hamelinck (en enkele andere bestuurders) hoofdelijk aansprakelijk voor het onbehoorlijke bestuur van Panmo op grond van art. 2:248 lid 1 en 7 BW. Dat artikel bepaalt dat in geval van faillissement van een kapitaalvennootschap niet alleen bestuurders maar ook andere beleidsbepalers van een onderneming hoofdelijk aansprakelijk zijn indien het bestuur zijn taak kennelijk onbehoorlijk heeft vervuld en aannemelijk is dat dit een belangrijke oorzaak is van het faillissement.
De rechtbank wijst deze vordering toe. Bij het hof wordt ze verworpen. Vervolgens gaat de curator in cassatie.

## Rechtsvraag
In deze zaak is vooral de volgende vraag van belang voor de rechtsvorming:
- Wanneer is sprake van een kennelijk onbehoorlijke taakvervulling in de zin van art. 2:248/138 BW (en 36 Iw 1990)?

## Hoge Raad
De Hoge Raad stelt:

3.7 (...) Van onbehoorlijk bestuur in de zin van art. 36 lid 3 Iw 1990 en de art. 2:138 en 248 BW kan slechts worden gesproken als geen redelijk denkend bestuurder –onder dezelfde omstandigheden– aldus gehandeld zou hebben.

Volgens de Hoge Raad heeft het hof deze maatstaf niet miskend door als vereiste voor onbehoorlijk bestuur aan te nemen dat bestuurder roekeloos en onbezonnen heeft gehandeld. Overigens wordt het arrest van het hof op andere, voor de rechtsvorming minder belangrijke, gronden wel verworpen.

## Relevantie
Uit het Panmo-arrest kan men opmaken dat ernstig verwijtbaar handelen geen voldoende grond is om kennelijk onbehoorlijk bestuur aan te nemen. Voor het aannemen van hoofdelijke aansprakelijkheid van bestuurders bij faillissement geldt aldus een zwaardere maatstaf dan voor de interne aansprakelijkheid van 2:9 BW.